# Planetário Professor Aristóteles Orsini
O Planetário Professor Aristóteles Orsini, também conhecido como Planetário do Ibirapuera, está localizado no Parque do Ibirapuera, na cidade de São Paulo. Foi inaugurado em 26 de janeiro de 1957, sendo o primeiro planetário do Brasil, é administrado pela Prefeitura de São Paulo, através da Universidade Aberta do Meio Ambiente e Cultura de Paz - que também administra o Planetário Municipal do Carmo Professor Acácio Riberi. O planetário do Ibirapuera é considerado uma grande atração para os fãs do espaço sideral graças ao projetor de última geração Starmaster, que devido ao seu posicionamento no centro da sala e a outros fatores importantes como, características arquitetônicas, os visitantes tem-se uma sensação maior de imersão.

## Características Arquitetônicas

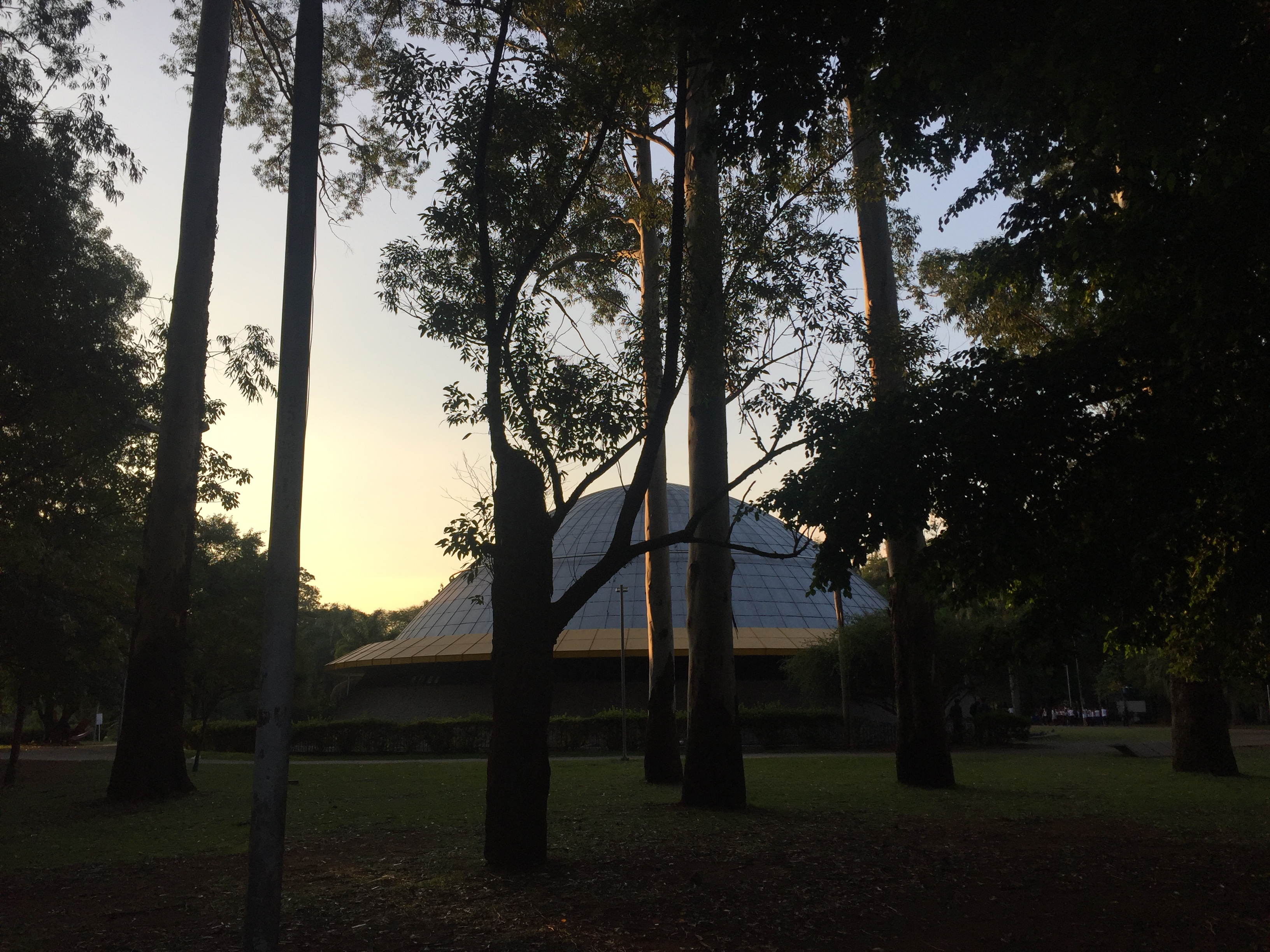
Planétario entre as árvores do parque Ibirapuera

A estrutura que se destaca-se entre as árvores, dispõem de uma estrutura de cúpula com aproximadamente 9 metros de altura e 18 metros de diâmetro. O projeto é de autoria dos arquitetos Eduardo Corona, Roberto Tibau e Antônio Carlos Pitombo, inicialmente a proposta era que a construção do mesmo em uma estrutura metálica, o que foi brevemente descartado devido à questões orçamentárias, entretanto, os arquitetos acharam uma saída para tal problema, a construção de duas cúpulas sobrepostas e autônomas, a interna em concreto armado e a externa disposta em arcos de madeira e revestimento de alumínio proporcionando espaço necessário para funções de suporte do planetário, como: administração, circulação, sanitários, entre outros serviços.
Em 2003, foi desenvolvida uma nova proposta ditada pelos arquitetos Paulo Faccio e Pedro Dias. Foi realizado a manutenção das características do projeto inicial e a busca de maneira crítica por materiais e técnicas que melhor as valorizassem, como por exemplo, o restauro da estrutura de madeira que agora é mantido como um gesto simbólico para a nova fase do planetário, a substituição do revestimento externo por chapas de alumínio zipada, e a inserção de uma terceira cúpula sob a cúpula de concreto exigida por uma tecnologia mais atualizada.
Em seus arredores também é possível notar o Relógio de Sol e a Esfera Armilar Equatorial ambos com placas informativas de como utilizar.
O espaço foi considerado um importante patrimônio histórico, científico e cultural e é tombado pelo Conselho Municipal de Tombamento e Preservação do Patrimônio Histórico, Cultural e Ambiental da Cidade de São Paulo (CONPRESP) e pelo Conselho de Defesa do Patrimônio Histórico, Arqueológico, Artístico e Turístico do Estado (CONDEPHAAT).

## História

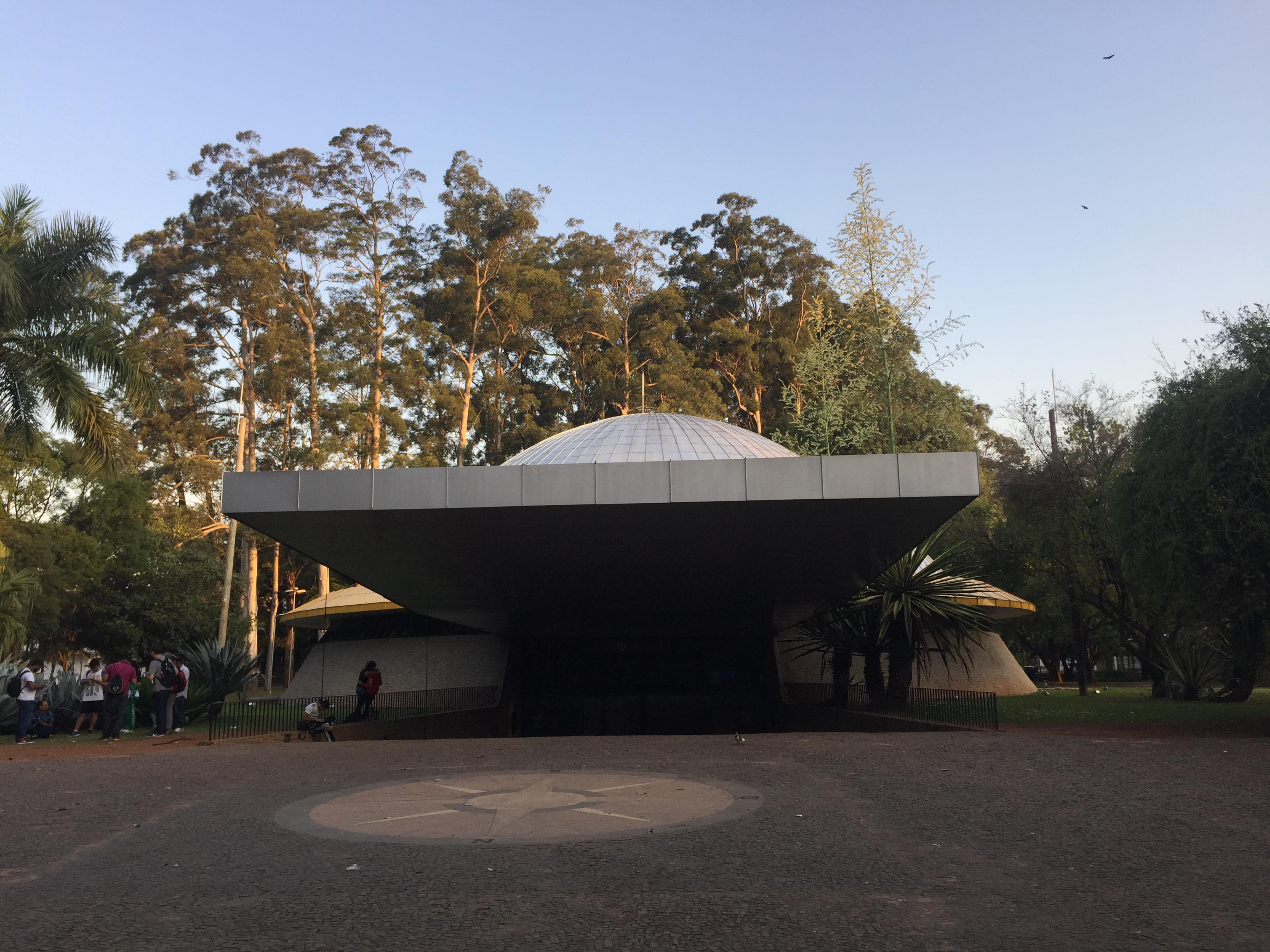
Vista frontal do Planetário

Em 1951, o Professor Aristóteles Orsini, então diretor científico da Associação dos Amadores de Astronomia de São Paulo (AAA), sugeriu o envio de uma lista, com os planetários já existentes no mundo, para a Comissão do Quarto Centenário da cidade de São Paulo, que havia sido criada com o intuito de organizar as comemorações referentes aos 400 anos da cidade. A ideia inicial era de que fosse construído um planetário na capital paulistana e que sua inauguração fizesse parte dos festejos, que aconteceriam em 1954.
A proposta sugerida pelo professor foi levada adiante na então gestão do prefeito Armando de Arruda Pereira. Assim, em 1952, a Prefeitura de São Paulo comprou o projetor Zeiss, feito pela fábrica alemã de aparelhos óticos de mesmo nome fundada por Carl Zeiss. O custo total do aparelho foi de Cr$ 3.000.000, em valores de 1952, incluindo a embalagem e o transporte.
O professor Orsini chegou a viajar para a Alemanha, comissionado pela Prefeitura, para visitar o Observatório Solar de Zurique como parte do projeto de instalação do planetário paulista. Com a mesma finalidade, ele também realizou um estágio no Planetário do “Palais de la Découverte”, em Paris, na França.
No entanto, pelo fato de o projetor ter sido retido no porto de Santos por questões alfandegárias e a construção do prédio do planetário não ter sido finalizada, a inauguração teve de ser adiada e não fez parte dos eventos comemorativos do Quarto Centenário da cidade de São Paulo.
Finalmente em 1955, em uma Assembleia Geral da Associação dos Amadores de Astronomia de São Paulo, foi comunicado a todos que o projetor Zeiss havia sido liberado pela alfândega. Entretanto, ele só pode ser instalado no final de 1956, quando foi concluída a construção do edifício do planetário. O processo de instalação contou com a colaboração do Professor Orsini, ao lado do engenheiro José Carlos de Figueiredo Ferraz — na época, Secretário de Obras do Município — e do Prof. Abrahão de Moraes, Diretor Científico da AAA.
Contudo, durante a construção da cúpula que abrigaria o projetor, surgiu outro empecilho. A previsão era de que a estrutura fosse feita de metal e custaria cerca de Cr$ 700.000 para a Prefeitura, porém, como a realização do projeto atrasou em três anos, a cúpula passou a custar Cr$ 5.000.000, valor muito superior à verba dada pelo governo municipal. A solução do engenheiro Ferraz foi projetar e executar uma cúpula de projeções feita de concreto — que acabou se tornando a primeira do gênero em todo o mundo.
Por fim, em 26 de janeiro de 1957, foi inaugurado o "Planetário Municipal de São Paulo", que posteriormente passou a se chamar Planetário Professor Aristóteles Orsini, em homenagem ao seu idealizador, que também proferiu o discurso inaugural, a convite do prefeito da época Wladimir de Toledo Piza.

## Reformas
O planetário já esteve fechado para reformas em três ocasiões. Entre 1995 e 1997, 1999 a 2006 e entre 2013 e 2016.
Após as reformas encerradas em 1997, o planetário passou a receber mais de 350 mil visitantes anuais - na sua maioria estudantes - e quase 4 milhões de pessoas já haviam assistido às projeções. No entanto, em 1999, o prédio foi interditado por apresentar problemas em sua infraestrutura, causados por infiltrações e infestação de cupins, e passou por sua reforma mais drástica até hoje.
No dia 22 de setembro de 2006, o Planetário do Ibirapuera voltou a funcionar com equipamentos modernos, de última geração. O projetor StarMaster, também de fabricação da Carl Zeiss, substituiu o antigo Universarium III, juntamente com 44 projetores periféricos e outros equipamentos. Um restauro completo foi realizado no prédio, que ficou pronto para receber o projetor StarMaster. Outra novidade foi um elevador panorâmico que possibilitou o acesso de pessoas com deficiência ao mezanino, localizado em pavimento superior à sala de projeção.
Em maio de 2013, um raio danificou o projetor alemão Starmaster e fez com que o planetário ficasse fechado para novas reformas até 24 de janeiro de 2016, data de sua última reinauguração. Para justificar o grade tempo que levou a reforma, o secretário municipal do Verde e do Ambiente, Rodrigo Ravena, explicou que a mesma era muito complexa e que demandou mãos de obra e empresas especializadas.

## Acervo
O acervo do planetário dispõe de três principais elementos, sendo dois localizados no lado externo, onde se tem acesso ao Relógio de Sol e à Esfera Armilar Equatorial, e um localizado internamente, o Projetor StarMaster.
O Relógio de Sol foi um instrumento de extrema importância na antiguidade grega e romana, cujo ápice foi na Idade Média, naquela época praticamente todas as igrejas e catedrais dispunham de um que era construído com o intuito de regularizar os horários das orações usando como referência a posição do mesmo. Conhecido popularmente como relógio de jardim (desenhos horizontais), a marcação de horas é dada de forma que o sol projeta sua sombra sobre a superfície com linhas que indicam as horas do dia, com uma haste afiada situada no relógio, para quando o sol se mover, a sombra da haste se alinhe com as diferentes linhas de horas.
Tradicionalmente, os relógios de sol trazem o costume de carregar um lema, uma epígrafe simples, que nos resulta muitas vezes em uma reflexão sobre o tempo e a brevidade da vida. O relógio localizado no parque Ibirapuera traz a seguinte frase “Carpe Diem”, traduzindo “Aproveite o dia”.
De fato, por mais que o uso desse instrumento seja ultrapassado, ele ainda é muito utilizado com finalidades educacionais e como objeto de decoração, sendo construídos em locais públicos como, jardins, praças, parques, entre outros.
A Esfera Armilar, é um instrumento composto por diversos anéis, cada anel move-se separadamente e representa um dos elementos do cosmos. A palavra Armilar, deriva-se do latim e significa bracelete, anel de ferro. A Esfera com armilas ou anéis é uma representação do Universo. A Terra ocupa a posição central nessas esferas. As armilas principais representam os meridianos celestes, na vertical o equador e os trópicos, na horizontal os círculos polares e na diagonal a banda do zodíaco, que traça o movimento aparente do Sol pelo céu passando pelos signos do zodíaco.
Em épocas passadas, tornou-se um símbolo manuelino de poder marítimo, político e econômico associado às navegações, onde fora utilizada como um instrumento que auxiliou os portugueses durante a Era dos descobrimentos, ajudando a expandir seus territórios. Era um instrumento que se orientava por meio dos astros na travessia dos oceanos. Em muitas bandeiras foi colocado o símbolo da Esfera de Armilar, incluindo a bandeira do Brasil e de Portugal.
O Projetor StarMaster é, dispõem da eficácia para avistar o céu de qualquer ponto já conhecido do universo como, por exemplo, a partir de Marte. Por fazer o uso de um sistema de projeção de fibra óptica, inclusive todos os astros, são representados em cores e brilhos reais, de forma que combina as vantagens do design em forma de halteres com o moderno conceito starball. O equipamento foi instalado com 5 planetas não localizados na starball: Mercúrio, Vênus, Marte, Júpiter, Saturno e Terra. Este equipamento possui a capacidade de realizar uma simulação do céu de qualquer ponto do sistema solar, e também dispõem de um sistema de iluminação próprio que simula as nuvens.

## Galeria

Galeria
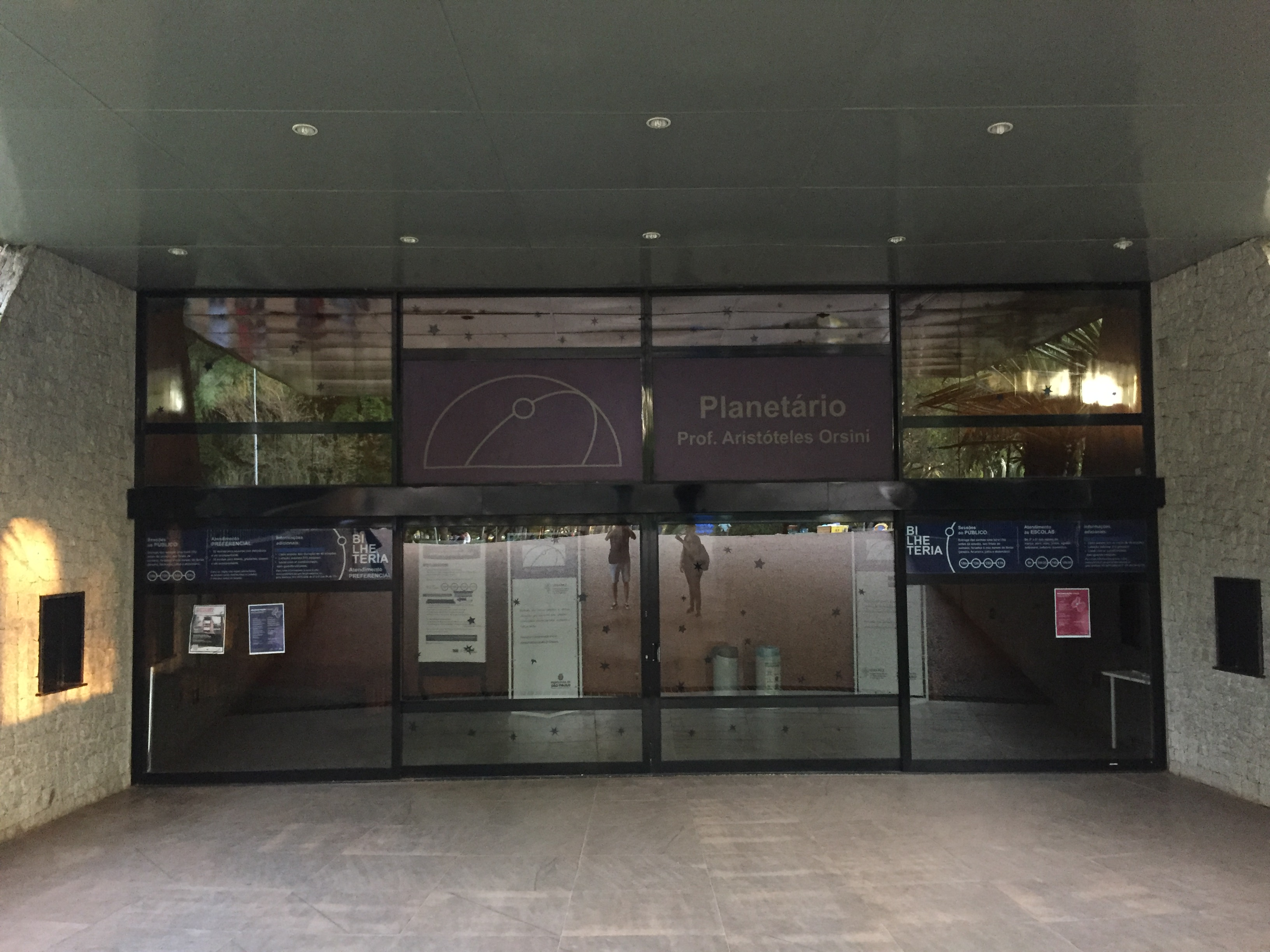
Entrada principal
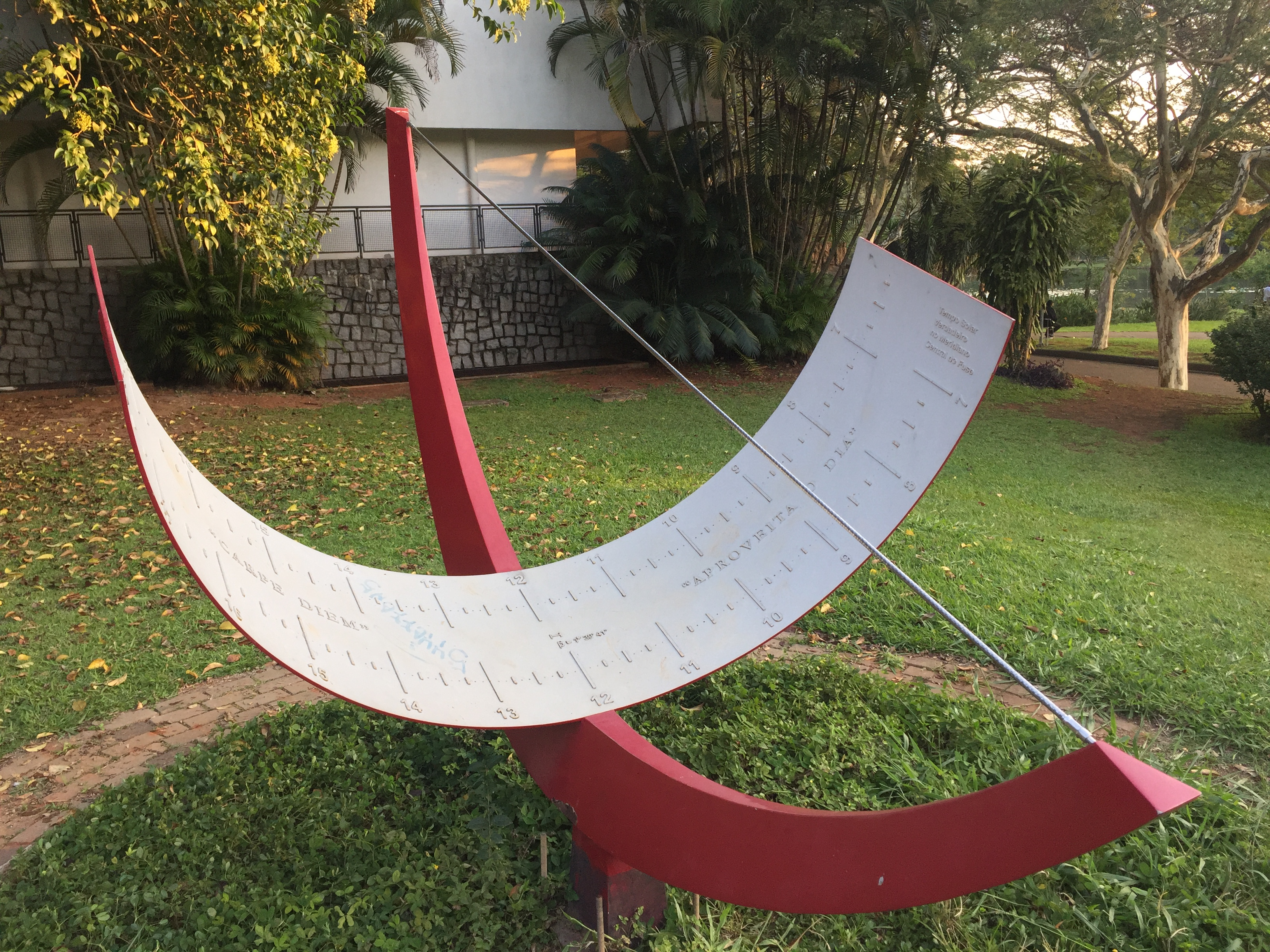
Relógio de Sol
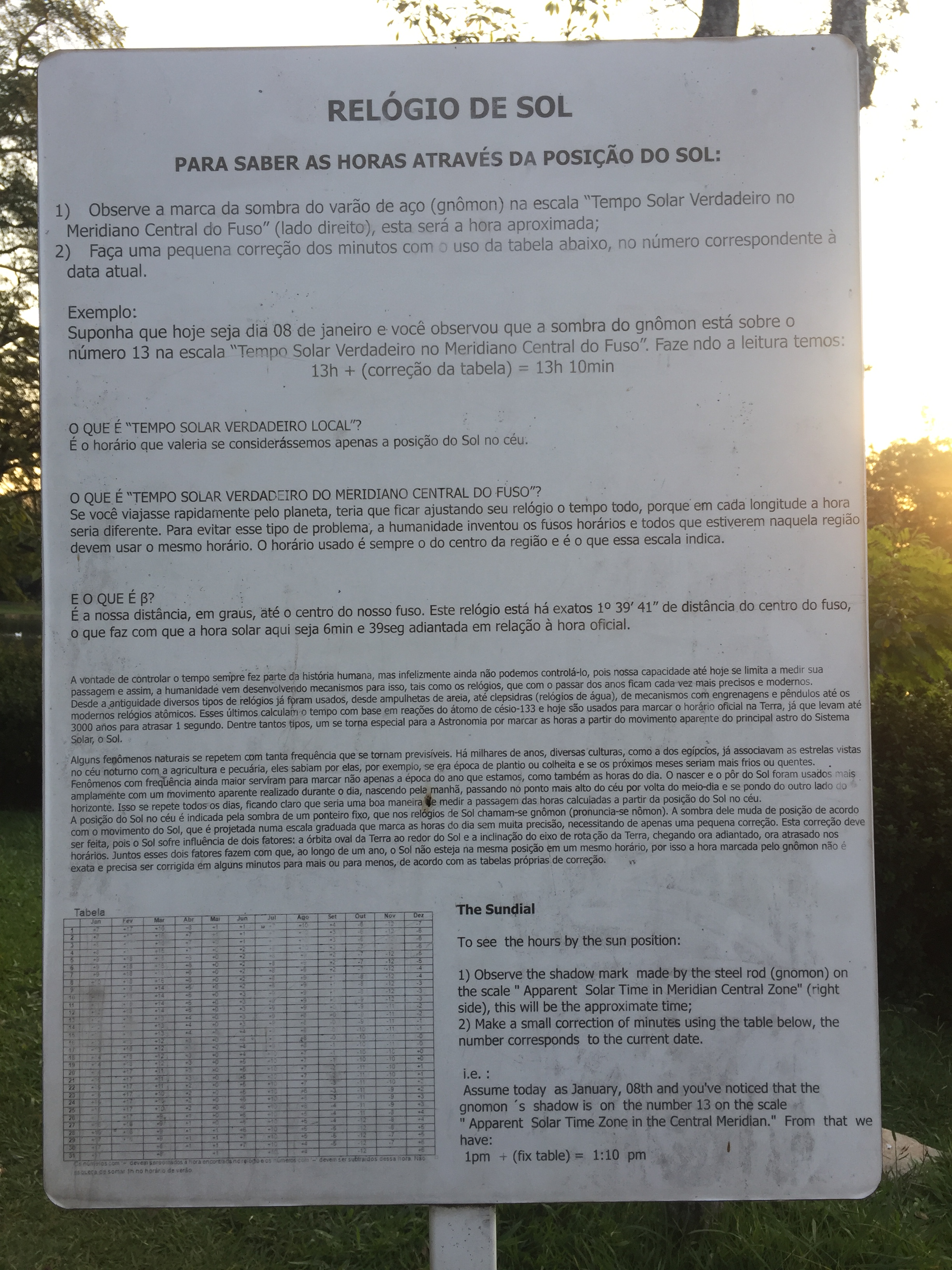
Informações sobre o Relógio de Sol
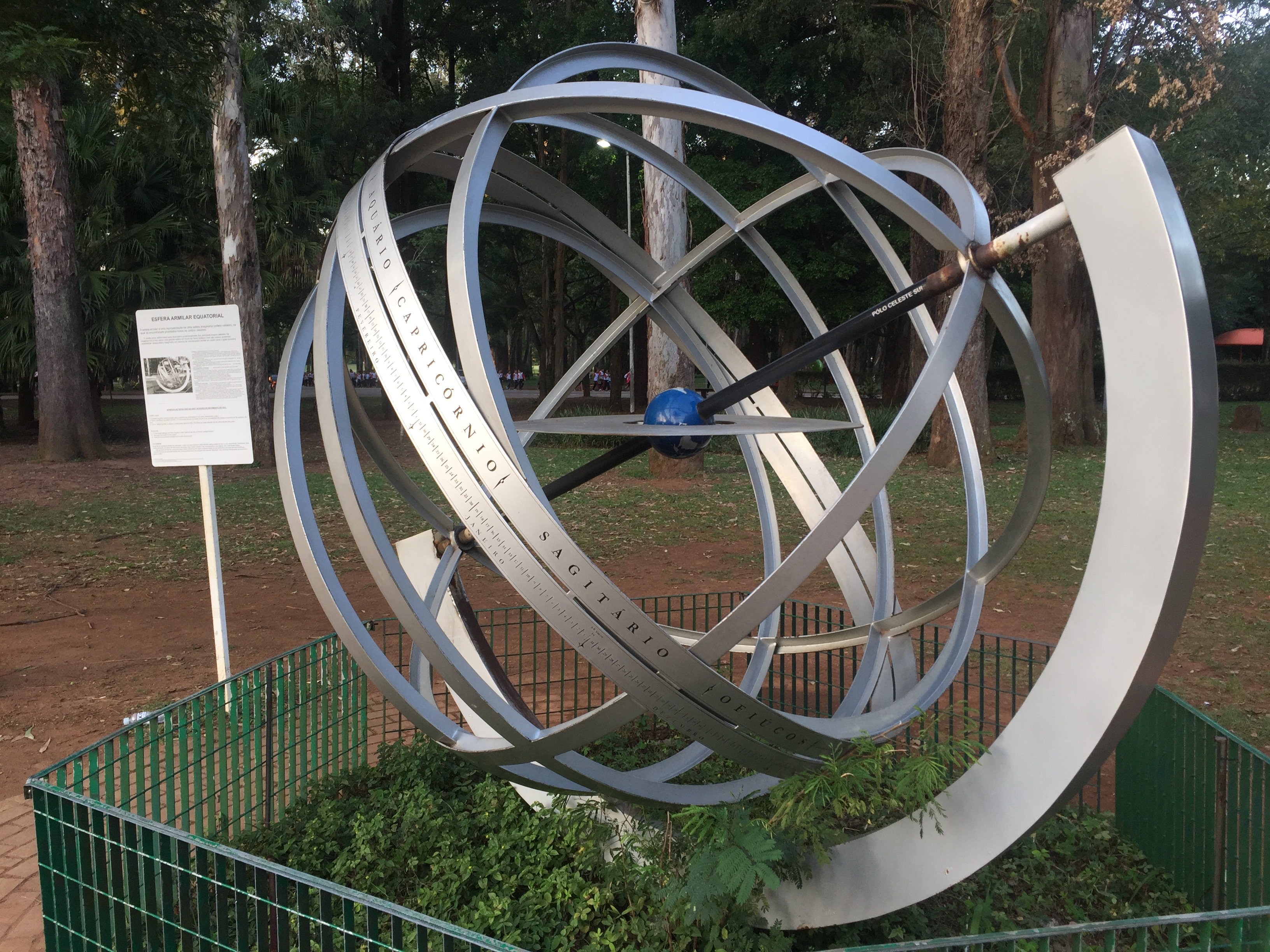
Esfera Armilar Equatorial
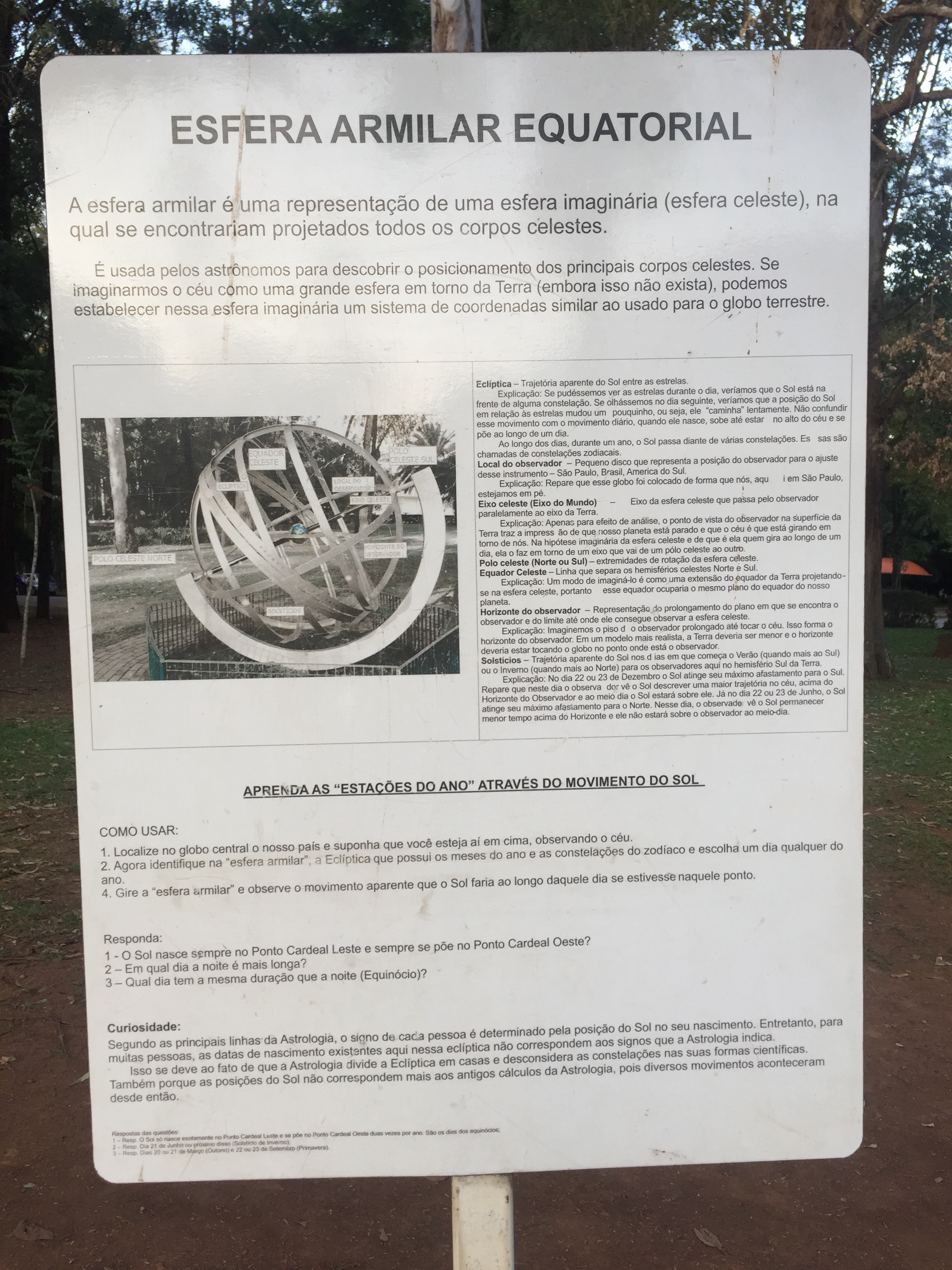
Informações sobre a Esfera Armilar Equatorial